# Tonna deshayesii
Tonna deshayesii là một loài ốc biển lớn, là động vật thân mềm chân bụng sống ở biển trong họ Tonnidae.